# Gifu (stad)
Gifu (Japans: 岐阜市, Gifu-shi) is de hoofdstad van de prefectuur Gifu in de regio Chubu in Centraal-Japan. Bij de volkstelling van 2020 had Gifu 402.557 inwoners op een oppervlakte van 203,6 km². De stad ligt aan de rivier Nagara en ongeveer 30 km ten noorden van de stad Nagoya en is onderdeel van de metropool Chukyo.

## Geschiedenis
Gifu heeft door de centrale ligging een belangrijke rol gespeeld in de Japanse geschiedenis. Tijdens de Sengoku-periode werd het door verschillende heren, onder wie Oda Nobunaga, als basis gebruikt in een poging van Japan een eenheid te maken en het centraal te besturen.
- Op 1 juli 1889 werd Gifu een stad (shi), na samenvoeging van de gelijknamige gemeente met een zestal dorpen. De stad had toen een oppervlakte van circa 10 km² en circa 25.750 inwoners.
- Op 28 oktober 1891 werd Gifu getroffen door een aardbeving, met alleen al in de stad Gifu 245 doden, 1.260 gewonden en bijna 4.000 verwoeste huizen.
- In de periode 1931-1940 werden één gemeente en 11 dorpen aan de stad toegevoegd.
- Op 9 juli 1945 werden bij een luchtaanval op Gifu 863 inwoners gedood, 520 gewond en werden ruim 2.400 huizen verwoest.
- In de periode 1949-1959 werden 16 dorpen aan de stad toegevoegd.
- In 1961 en 1963 werd steeds één dorp bij Gifu gevoegd.
- Op 1 april 1996 verkreeg Gifu het statuut van kernstad.
- Op 1 januari 2006 werd de gemeente Yanaizu (柳津町, Yanaizu-chō) van het District Hashima aangehecht bij de stad Gifu.

## Economie
De belangrijkste takken van industrie in Gifu zijn machinebouw, textiel-, kunststof-, papier- en porseleinindustrie.
De textielindustrie heeft van Gifu enige tijd een modecentrum gemaakt voor kleding en schoenen. In de jaren 1990 is Gifu hierin de leidende positie kwijtgeraakt.
De machinebouw en kunststofindustrie is een belangrijke toeleverancier aan de auto-industrie in de omliggende gebieden.
De papierindustrie levert tegenwoordig de typische Gifu-souvenirs: de lampion, de parasol en de waaier. Gedurende de Tweede Wereldoorlog werden in Gifu papieren luchtballonnen gemaakt waaraan bommen werden gehangen.
Gifu is ook een universiteitsstad: naast een nationale universiteit zijn er een aantal private universiteiten.
In Gifu wordt op de Nagara nog de traditionele aalscholvervisserij (Ukai) toegepast.

## Verkeer
Gifu ligt aan de Tokaido-hoofdlijn en aan de Takayama-hoofdlijn van de Central Japan Railway Company, en aan de Nagoya-hoofdlijn, de Kakamigahara-lijn en de Takehana-lijn van Meitetsu.
Gifu ligt aan de Tōkai-Hokuriku-snelweg en aan de nationale autowegen 21, 22, 156, 157, 248, 256 en 303.

## Bezienswaardigheden
- Gifu historisch museum, ligt in het Gifu park.
- Eizō & Tōichi Katō museum, met schilderijen van de in Gifu geboren schilders Eizo Kato en Toichi Kato.
- Nawa Insectenmuseum, opgericht door Yasushi Nawa.
- Gifu burcht (herbouwd in 1956) en museum, op de top van de berg Kinka (329m).
- Gifu wetenschapsmuseum, met planetarium en sterrenwacht
- Naast de vele landelijk gevierde feestdagen heeft Gifu het Dōsan-festival, ter herinnering aan shinto-heilige Saitō Dōsan, in het eerste weekeinde van april.
- Natuurschoon rond de berg Dodo (418m) en het Matsuo-meer, met uitzicht op de rivier Nagara.
- Ruïnes van de oude kastelen Kanō en Kawate.
- Jinja: Inaba, Kogane, Kashimori, Kanō Tenman-gū en Tejikarao.
- Boeddhistische tempels: Jōzai-ji, Shōhō-ji (met een ruim 13 meter hoge Grote Boeddha van Gifu) en Jōdo-ji.

## Geboren in Gifu
- Sohei Morita (森田 草平, Morita Sōhei), schrijver
- Eizo Kato (加藤 栄三, Katō Eizō), kunstschilder
- Toichi Kato (加藤 東一, Katō Tōichi), kunstschilder
- Masahiro Shinoda (篠田 正浩, Shinoda Masahiro), filmregisseur
- Yasuyuki Moriyama (森山 泰行, Moriyama Yasuyuki), voetballer
- Kenichi Shimokawa (下川 健一, Shimokawa Ken'ichi) voetbaldoelman
- Naoko Takahashi (高橋 尚子, Takahashi Naoko), marathonloopster
- Kazuhiro Wada (和田 一浩, Wada Kazuhiro), honkballer
- Makoto Raiku (雷句誠 , Raiku Makoto), mangaka
- Hideaki Ito (伊藤 英明, Ito Hideaki), acteur

## Stedenbanden
Gifu heeft een stedenband met
- Florence, Italië, sinds 8 februari 1978
- Hangzhou, China, sinds 21 februari 1979
- Campinas, Brazilië sinds 22 februari 1982
- Cincinnati, Verenigde Staten, sinds 11 mei 1988
- Meidling (Wenen), Oostenrijk, sinds 22 maart 1994
- Thunder Bay (Ontario), Canada, sinds 28 mei 2007

## Aangrenzende steden
- Hashima
- Kakamigahara
- Mizuho
- Motosu
- Ogaki
- Seki
- Yamagata

## Trivia
Gifu kent een prostitutiegebied, Kanazuen genaamd.